# Peste Noire
A Peste Noire (Fekete pestis) francia black metal együttes, amely 2000-ben alakult meg Avignonban. Jelenlegi tagjai: La Sale Famine de Valfunde, Ardraos, Sainte Audrey-Yolande de la Molteverge. Volt tagok: Argoth, Neige, Winterhalter, Andy Julia, Ragondin és Indria. Neige a zenekar demólemezein, illetve a második nagylemezükön játszott, utána elhagyta a zenekart, és az Alcest-hez csatlakozott. A tagcserék ellenére a zenekar egészen a mai napig aktív. Néha meggyanúsították az együttest azzal, hogy nemzetiszocialista elveket követnek, de ezt a tagok tagadták. Zenéjükben gyakran használnak gall hangszereket is.

## Tagok
- La sale Famine de Valfunde - gitár, éneklés, basszusgitár, harmonika, szövegírás (2000-)
- Sainte Audrey-Yolande de la Molteverge - éneklés (2007-)
- Ardraos - dobok (2012-)

## Diszkográfia
- La Sanie des siécles - Panégyrique de la dégénérescence (2006)
- Folkfuck Folie (2007)
- Ballade cuntre lo Anemi francor (2009)
- L'Ordure a la état Pur (2011)
- Peste Noire (2013)
- La Chaise-Dyable (2015)

## Egyéb kiadványok

### Demók
- Aryan Supremacy (2001)
- Macabre transcendence... (2002)
- Phalénes et pestilence - Salvatrice averse (2003)
- Phalénes et pestilence (2005)

### EP-k
- Lorraine Rehearsal (2007)

### Válogatáslemezek
- Mors orbis terrarum (2007)
- Les démos (2012)

### Split lemezek
- Mémoire paienne (split lemez a Sombre Chemin-nel, 2002)
- Homa/Peste Noire (split lemez a Homával, 2007)
- Rats des Villes vs Rats de Champs (split lemez a Diapsiquir-ral, 2014)